# Maciej Lubiak

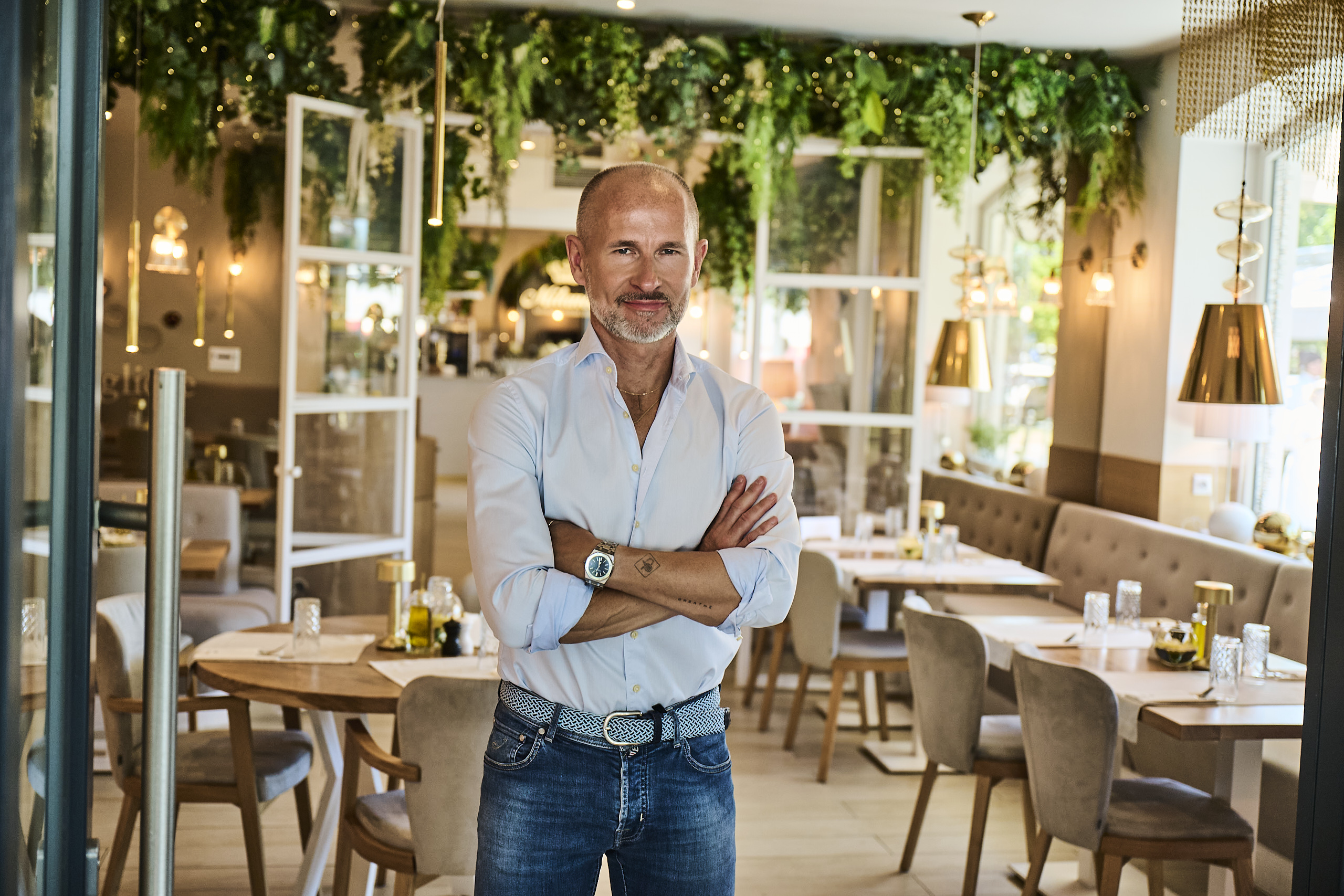
Maciej Lubiak w swojej restauracji

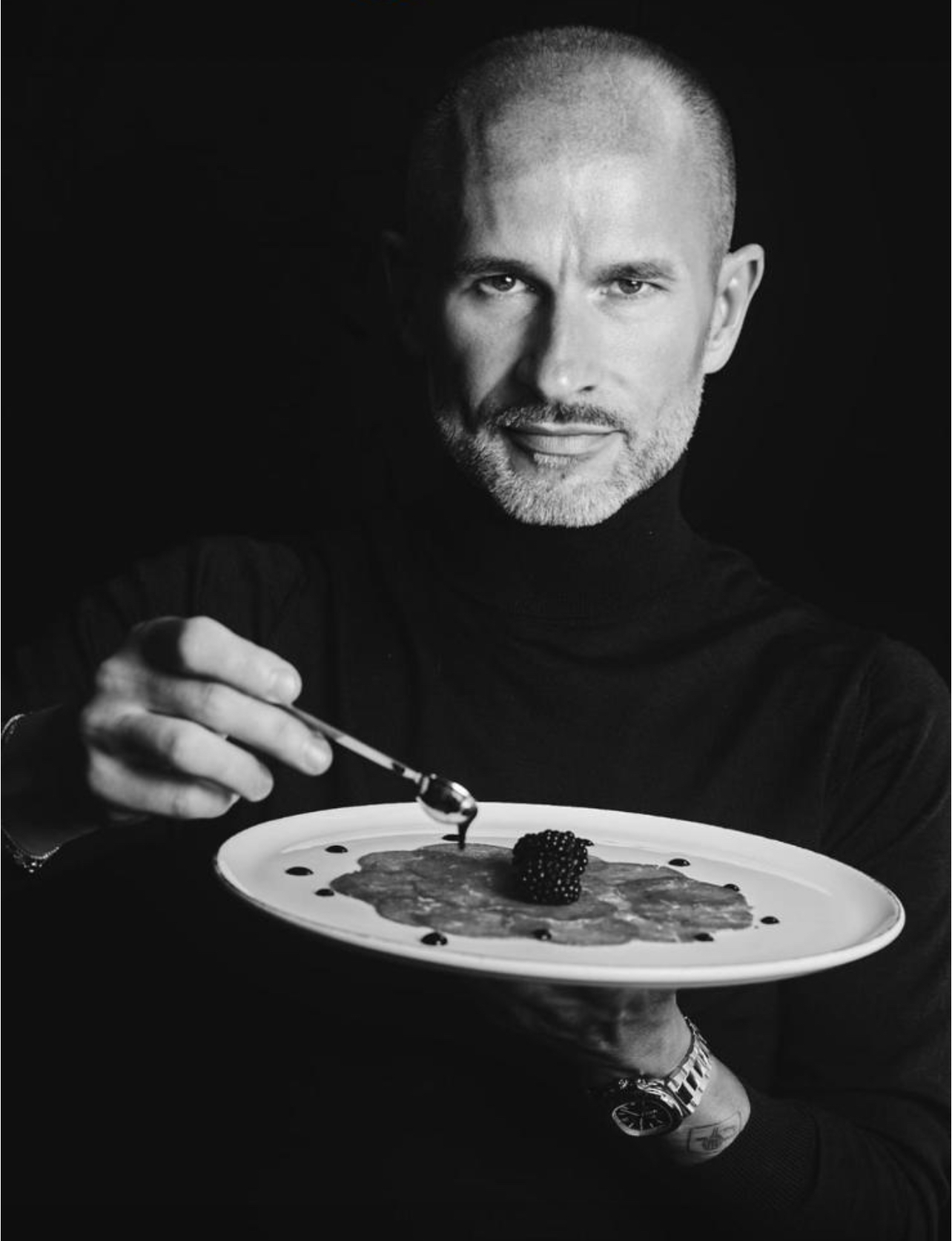
Maciej Lubiak 2024

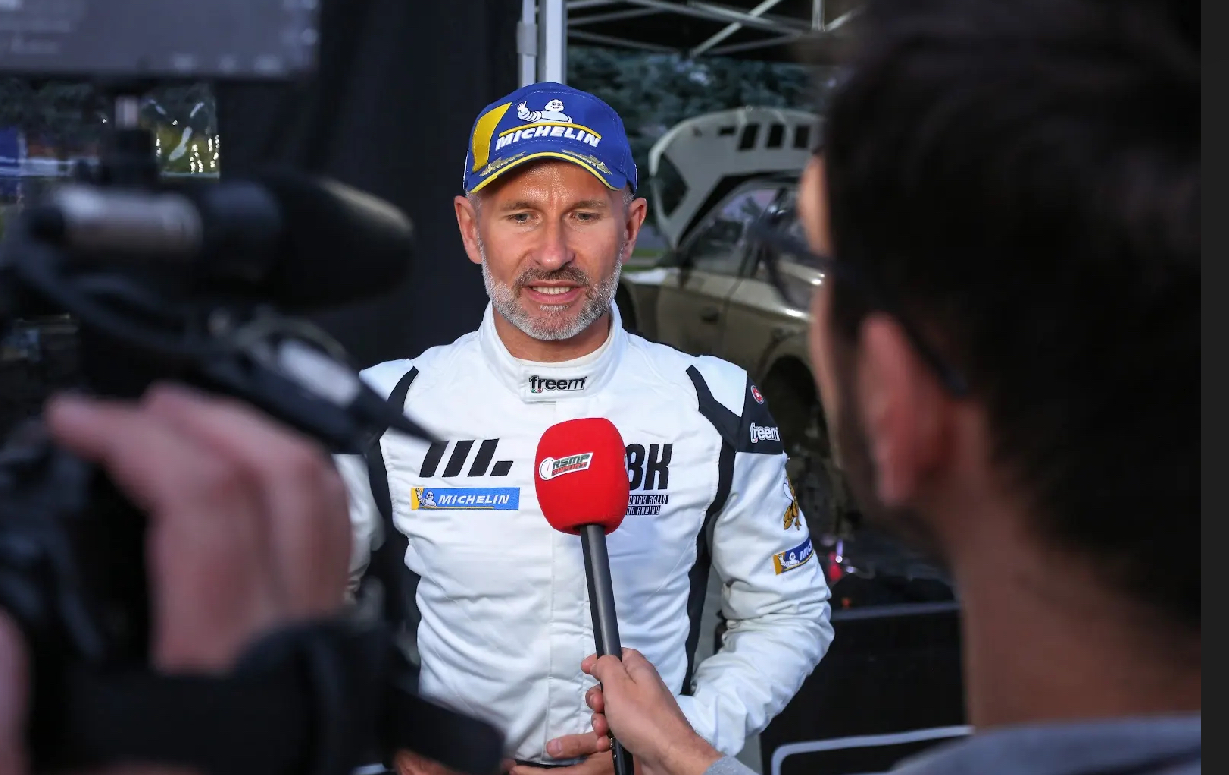
Maciej Lubiak sezon 2022

Maciej Lubiak (ur. 1 stycznia 1976) – polski sportowiec, kierowca rajdowy, tenisista ziemny, przedsiębiorca, inwestor.

## Biografia
Absolwent Uniwersytetu Gdańskiego na Wydziale Ekonomii. Jest założycielem i współwłaścicielem firmy Maczfit (Grupa Żabka) lidera rynku oferującego catering dietetyczny oraz restauracji Milanovo Ristorante Pizzeria Caffe w warszawskim Wilanowie.
Mistrz Polski w tenisie ziemnych, w squashu, w grze padel i w rajdach samochodowych.
Syn Andrzeja Lubiaka, kierowcy rajdowego, który w latach 1976–1985 startował w zespole fabrycznym Polskiego Fiata, 6. krotnego Mistrza Polski w Rajdach i Wyścigach Samochodowych.

## Kariera sportowa
Grał w tenisa ziemnego. Zdobył wicemistrzostwo Polski (gra mieszana) i halowe mistrzostwo Polski (gra podwójna) juniorów w tenisie.
W 1997 zaczął startować w rajdach samochodowych. W 2003 pilotem rajdowym Macieja Lubiaka został Maciej Wisławski – Rajdowy Mistrz Europy z 1997 roku i ojciec chrzestny Macieja Lubiaka. W 2000 został Mistrzem Polski PZM w Rajdowym Pucharze Fiata Seicento, a w 2003 II – Wicemistrzem Polski PZM w Rajdach Samochodowych w grupie N; Zwycięzca rajdowego Kryterium Asów na ulicy Karowej